# Дромихет
Дромихет (др.-греч. Δρομιχαίτης) — царь племенного союза гетов конца IV — начала III века до н. э.
Сведения о жизни Дромихета разрозненные. Он объединил разрозненные племена гетов, которые проживали в области Дуная и Днестра, в единый союз и организовал эффективное сопротивление завоевателям-македонянам. Македонский царь Фракии Лисимах в 290-х годах до н. э. организовал несколько военных походов против гетов, во время одного из которых в плен к Дромихету попал его сын Агафокл, а во время другого — сам Лисимах.
Дромихет счёл выгодным отпустить царственных пленников, несмотря на желание части гетов их казнить. Дальнейшая судьба Дромихета неизвестна. По одной из версий, он погиб во время вторжения кельтского племени галатов в конце 280-х годов до н. э., по другой — бежал ко двору селевкидских царей.

## Биография

### Ранние годы

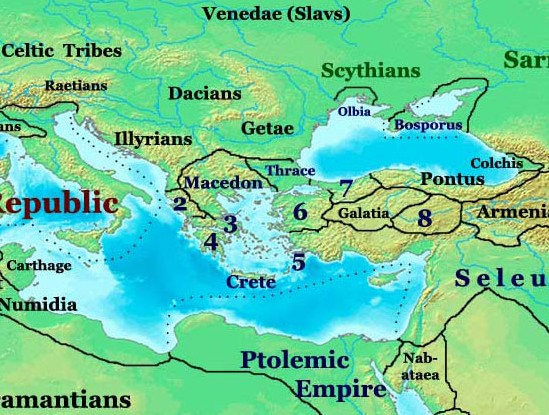
Ориентировочный ареал проживания гетов около 200 года до н. э.

Сведения о жизни Дромихета чрезвычайно скудны и фрагментарны. В античных источниках его именуют «царём гетов», «царём фракийцев» или «царём одрисов». Согласно выводам К. А. Анисимова, Дромихет, с наибольшей долей вероятности, был царём кробизов, которых античные авторы отождествляли с гетами. Ареал проживания гетов, как и границы царства Дромихета, достоверно неизвестен. По одной версии, геты проживали в районе современных Бессарабии и/или Валахии в руслах Дуная и Днестра от Осыма до побережья Чёрного моря. По другой, речь шла исключительно об области Добруджи. Дромихет, будучи царём кробизов, расширил свою власть и на другие близлежащие племена, среди которых могли быть геты и одрисы, однако «ядро» его владений находилось в Лудогорие в Южной Добрудже.
По мнению С. Ю. Сапрыкина, первое конкретное свидетельство о возвышении Дромихета следует датировать периодом около 313 года до н. э. Во время восстания Каллатиса против македонского царя Фракии Лисимаха на стороне греческого причерноморского полиса, согласно Диодору Сицилийскому, выступили скифы и фракийцы. Под фракийцами, по мнению современного историка, следует понимать гетов. Лисимах сумел переманить гетов на свою сторону, по всей видимости, за счёт подкупа, что и обусловило провал восстания. По мнению С. Ю. Сапрыкина, предательство частью гетской племенной верхушки общего дела свидетельствовало о слабости верховной власти Дромихета и необходимости считаться с мнением вождей различных племён.

### Противостояние с Лисимахом
Впоследствии, в первом десятилетии III века до н. э., Лисимах организовал поход против гетов. В античных источниках приведены самые разнообразные детали противостояния Лисимаха и Дромихета, из чего современные историки делают вывод о нескольких походах македонян против гетов. Мотивы македонян начать завоевательный поход против гетов неизвестны. Возможно, после подчинения одрисов, Лисимах хотел завершить покорение Фракии. Первый поход, который возглавил сын Лисимаха Агафокл, датируют промежутком между 301 и 295 годами до н. э. В античных источниках приведено несколько версий относительно его деталей. Согласно одной из них, Агафокл попал в плен к гетскому царю Дромихету. По версии Павсания, Лисимах был вынужден заключить мирный договор, а также отдать часть территорий в обмен на свободу сына. Диодор Сицилийский связывал освобождение Агафокла с широким жестом гетов, которые «уже не надеялись, что смогут одержать верх войне», таким образом предполагали изменить намерения Лисимаха, заключить мир и вернуть ряд утраченных земель.

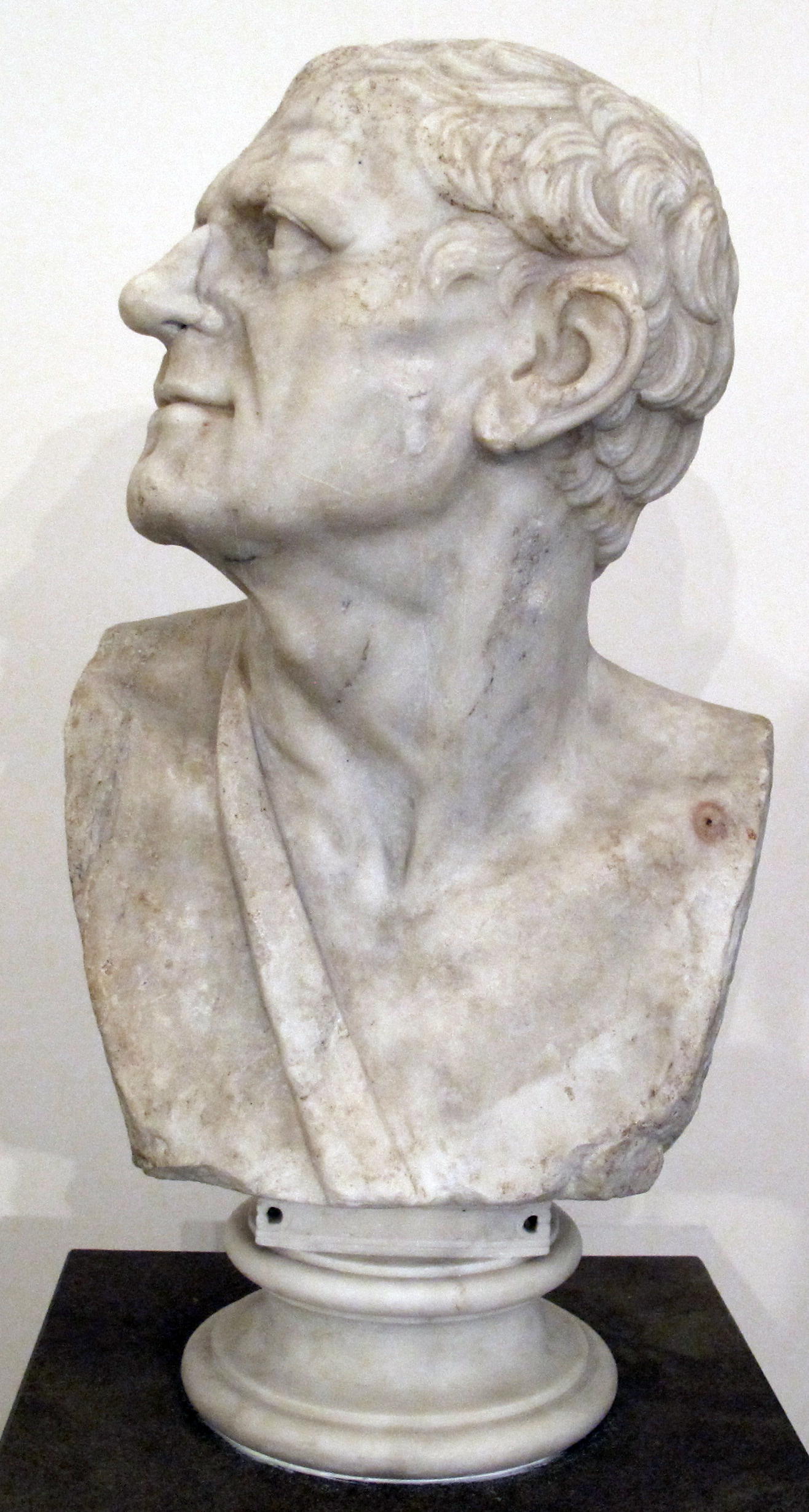
Македонский царь Фракии Лисимах в 290-х годах до н. э. организовал несколько походов против гетов. Во время последнего он попал в плен к Дромихету. Римская копия бюста Лисимаха эпохи Октавиана Августа с греческого оригинала. Национальный археологический музей, Неаполь, Италия

Следующий поход против Дромихета возглавил между 294 и 291 годами до н. э. сам Лисимах. Эта военная экспедиция также закончилась провалом. Античные источники приводят различные детали похода. В изложении Полиэна, стратег Дромихета Севт, якобы, перебежал к Лисимаху, после чего завёл его войско, которое насчитывало около 100 тысяч человек, в безводную и пустынную местность. Согласно Полиэну, Лисимах в ходе этого похода погиб. Данный фрагмент предполагает различные оценки. По мнению С. Ю. Сапрыкина, Севт был представителем одрисской знати, возможно даже сыном местного царя Севта III, которая отказалась признать верховную власть македонян и перешла на службу к Дромихету. Описанная Полиэном гибель Лисимаха является явной неточностью, обозначение попадания в плен гибелью. П. Делев отмечал, что число в 100 тысяч воинов явно завышено, однако не вызывает сомнение их значительное количество.
Страбон писал, что Лисимах попал в плен, однако ему удалось спастись благодаря «великодушию варвара». В изложении античного историка, Дромихет указал пленному Лисимаху на бедность своего племени, главным богатством которого является их независимость. После этого он посоветовал пленнику не воевать, а поддерживать мир с подобными племенами и отпустил его домой. В изложении Плутарха, Лисимах сдался гетам «вынужденный жаждой». После первого глотка воды в плену он сказал: «Позор моему ничтожеству: ради столь краткого удовольствия потерял я столь огромное царство». Наиболее полная версия с описанием действий Дромихета и Лисимаха приведена у Диодора Сицилийского. После того как войско македонян оказалось в пустынной местности, друзья Лисимаха советовали ему спастись одному, на что тот ответил отказом. После попадания Лисимаха в плен Дромихет стал оказывать ему знаки гостеприимства. Пленника доставили в город Гелиаду, который по современным оценкам находился на месте современного населённого пункта Свештари. Во время военного собрания часть гетов потребовали казни Лисимаха. Дромихет, напротив, считал, что смерть пленного царя гетам невыгодна. По его мнению, вместо Лисимаха македоняне изберут нового царя, который, возможно, будет для них более опасным. С. Ю. Сапрыкин подчёркивал, что на тот момент царству Лисимаха угрожало поглощение со стороны Македонии, которой правил Деметрий Полиоркет. Создание единого македоно-фракийского царства не соответствовало интересам гетов. Для них было выгодным продолжение непрерывных войн диадохов, что устраняло бы угрозу их завоевания со стороны наследников Александра Македонского. Сохранив Лисимаху жизнь, Дромихет ожидал возврата занятых македонянами крепостей, а также заключение выгодного для гетов мира. Диодор Сицилийский передаёт легенду, о том как Дромихет устроил пир. Для своих соплеменников он приказал расстелить грубые циновки и поставить деревянные столы, в то время как для македонян — серебряные столы со множеством изысканных греческих блюд и вином в золотых и серебряных сосудах. На вопрос Дромихета: «Какой стол лучше — македонян или фракийцев», Лисимах ответил — «Конечно же стол македонян!» «Почему же тогда», спросил Дромихет: «оставив такой образ действий, великолепный образ жизни, а также наиболее славное царство, ты желаешь пребывать среди людей, являющимися варварами и ведущими звериное существование, и суровую землю, лишённую выращиваемого зерна и плодов? Почему ты стараешься идти против природы, приведя армии в такое место, как это, где ни одно иноземное войско не сможет выжить в открытом месте?» Лисимах признал свою ошибку и принял все условия Дромихета. Также Дромихету в жёны была выдана одна из дочерей Лисимаха. По одной версии, это произошло после пленения Агафокла, по другой — Лисимаха.
Х. Лунд подчёркивала, что описанная Диодором история с пиром, на котором геты ели за деревянными столами с непритязательной едой, а македоняне — за пышными серебряными с роскошными блюдами, по всей видимости, является выдумкой. Согласно археологическим находкам, гетская аристократия в роскоши не сильно уступала македонской.
По версии Павсания, выкупом Лисимаха из плена занимался его сын Агафокл, который за несколько лет до этого также побывал в гетском плену. Мемнон Гераклейский писал, что вместе с Лисимахом в плен попал также тиран Гераклеи Понтийской Клеарх. Впоследствии, Дромихет также освободил и этого пленника при заступничестве Лисимаха. Пример Дромихета, который так мягко обошёлся с пленным Лисимахом, впечатлил античных историков. История обросла легендами и стала символом настоящего царского жеста.
Пленом Лисимаха решил воспользоваться царь Македонии Деметрий Полиоркет. Он выступил в поход, намереваясь захватить Фракию «лишившуюся защитников». Однако восстание в Беотии заставило его вернуться назад. В изложении Юстина, «Лисимах, который … вёл тяжёлую войну с фракийским царём Дромихетом, чтобы ему не пришлось одновременно воевать и с Деметрием, уступил Деметрию ту часть Македонии, которой ранее правил зять его Антипатр, и заключил с Деметрием мир».

### Последующая судьба

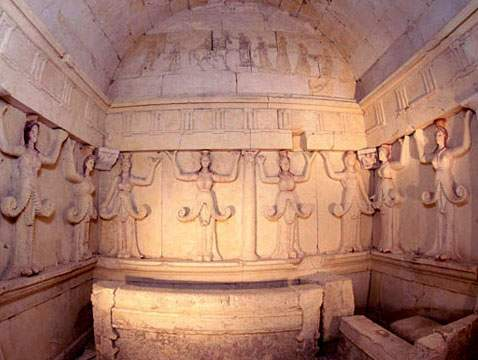
Фракийская гробница в Свештарах. Возможное место захоронения Дромихета

Дальнейшая судьба Дромихета достоверно неизвестна. По одной версии, он погиб, отражая вторжение кельтского племени галатов во второй половине 280-х годов до н. э. приблизительно через десять лет после победы над Лисимахом и был погребён в гробнице в Свештарах.
По другой версии, во время вторжения галатов Дромихет бежал в империю Селевкидов и идентичен упомянутому Полиэном Дромихету, который на службе у Антиоха II помог ему во время Второй Сирийской войны захватить фракийский город Кипселу. Г. Вильрих предположил, что этот персонаж мог быть потомком царя гетов. По мнению С. Ю. Сапрыкина, этот Дромихет был сыном царя гетов, не исключено что от дочери Лисимаха. После завоевания области галатами Дромихет Младший мог бежать ко двору селевкидского монарха.
Ещё одним дальним потомком Дромихета С. Ю. Сапрыкин идентифицирует одного из гетских вождей Дромихета I века до н. э., с которым заключил союз понтийский царь Митридат Евпатор.

## Гетское царство при Дромихете
Во время Дромихета геты представляли собой множество разрозненных племён. Главным фактором их консолидации в единое государственное образование была экспансия македонян. Несмотря на то, что античные историки единодушно называли Дромихета царём, его власть не была единоличной в связи с децентрализацией власти. Дромихет не мог принимать важные решения самостоятельно и был обязан согласовывать их со всем племенем. При описании дискуссии среди гетов относительно судьбы Лисимаха, Диодор Сицилийский упоминал племенное общевойсковое собрание. Слово царя хоть и имело определённый вес, не было решающим.
Геты во время Дромихета находились в стадии распада первобытнообщинных отношений и формирования сословного неравенства. Они не имели городов полисного типа, лишь варварские поселения-укрепления. Обычное население находилось вне влияния древнегреческой культуры, а процесс эллинизации затрагивал лишь узкую прослойку местной знати. Царя сопровождала когорта «друзей», прообраз родовой аристократии. Межплеменное объединение гетов, в которое также, возможно, входили даки, в историографии могут называть «царством Дромихета» и даже рассматривать в качестве «предгосударственного образования».

## Память
Дромихет является главным героем театральной пьесы «рум. Muntele» («Гора») 1977 года Д. Р. Попеску. Произведение написано в форме политической басни, в которой правитель отождествляется с народом в русле государственной пропаганды культа личности Чаушеску.

### Исследования
- Анисимов К. А. «Царь одрисов Дромихет»: взгляд через 10 лет на этническую природу «державы Дромихета» // Византийский клуб. Альманах. — 2024. — С. 4—8.
- Дройзен И. Г. История эллинизма. — Ростов н/Д.: Феникс, 1995. — Т. 2. — 544 с. — ISBN 5-85880-079-3.
- Златковская Т. Д. Возникновение государства у фракийцев VII—V вв. до н. э. / ответственный редактор С. А. Токарев. — М.: Наука, 1971.
- Князький И. О. Геты и античный мир от Александра Великого до Юлия Цезаря // Новая наука: проблемы и перспективы. — 2015. — № 1. — С. 111—114. — ISSN 2412-9704.
- Мелюкова А. И. Скифия и фракийский мир. — М.: Наука, 1979.
- Сапрыкин С. Ю. Гето-дакийские царства эллинистической эпохи // Боспорские исследования. — 2010. — № 23. — С. 251—275. — ISSN 2413-1938.
- Сапрыкин С. Ю. Эллинизм в Причерноморье // Боспорские исследования. — 2017. — № 35. — С. 126—168. — ISSN 2413-1938.
- Фёдоров Г. Б. Этногенез волохов, предков молдаван, по данным археологии (историографический аспект) // Stratum plus. Археология и культурная антропология. — 1999. — № 5. — С. 14—74. — ISSN 1857-3533.
- A Companion to Ancient Thrace (англ.) / Edited by Julia Valeva, Emil Nankov, and Denver Graninger. — John Wiley & Sons, Inc, 2015. — ISBN 978-1-4443-5104-0.
- Delev P. Lysimachus, the Getae, and Archaeology (англ.). — Cambridge University Press, 2000. — Vol. 50, no. 2. — P. 384—401. — JSTOR 1558897.
- Lund H. S. Lysimachus. A study in early Hellenistic kingship (англ.). — L.; New York: Routledge, 2002. — ISBN 0-203-20684-3.
- Willrich H. Dromichaites 1 // Paulys Realencyclopädie der classischen Altertumswissenschaft :  [нем.] / Georg Wissowa. — Stuttgart : J. B. Metzler’sche Verlagsbuchhandlung, 1905. — Bd. V,2. — Kol. 1715.
- Willrich H. Dromichaites 2 // Paulys Realencyclopädie der classischen Altertumswissenschaft :  [нем.] / Georg Wissowa. — Stuttgart : J. B. Metzler’sche Verlagsbuchhandlung, 1905. — Bd. V,2. — Kol. 1715.